# Éparchie Notre-Dame-du-Paradis de São Paulo des Melkites
Pour les articles homonymes, voir éparchie Notre-Dame-du-Paradis.
L'éparchie Notre-Dame-du-Paradis de São Paulo est une éparchie catholique melkite qui a été érigée canoniquement en 1971 par le pape Paul VI. Son évêque siège à la cathédrale Notre-Dame-du-Paradis (en) de São Paulo.

## Histoire
L'éparchie a été fondée le 29 novembre 1971, par la bulle pontificale Haec romana du pape Paul VI. Auparavant, les fidèles melkites étaient sous la juridiction de l'ordinariat pour les catholiques orientaux au Brésil (en).

## Organisation
- Éparque : siège vacant
- Supérieur général de l'Ordre brésilien melkite : Nicolas Hakim
- Vicaire général : archimandrite Joaquim Stein
- Vicaire épiscopal : archimandrite Victor Haddad

## Liste des éparques
- Elias Coueter (29 novembre, 1971 – 22 juin 1978).
- Spiridon Mattar (22 juin 1978 – 20 avril 1990).
- Boutros Mouallem, SMSP (20 avril 1990 – 29 juillet 1998).
- Fares Maakaroun, archevêque ad personam (18 décembre 1999 – 21 juillet 2014).
- Joseph Gébara (21 juillet 2014 - 20 février 2018).
  - Sérgio de Deus Borges, évêque auxiliaire de São Paulo, administrateur apostolique (23 mai 2018 - 17 juin 2019).
- Georges Khoury (depuis le 17 juin 2019).